# Lachat (massif du Beaufortain)
Pour les articles homonymes, voir Lachat.
Le Lachat est une montagne du massif du Beaufortain, dans les Alpes.

## Géographie
Son sommet est constitué de deux bosses s'élevant à 1 607 et 1 591 mètres d'altitude. Juste au nord du sommet se trouve le lac du Lachat.
Ses flancs descendent en pentes abruptes vers l'ouest sur les gorges de l'Arly et au nord et à l'est sur la vallée du nant Rouge. Vers le sud, après un léger replat à 1 570 mètres d'altitude, le relief remonte en pente douce en direction du col des Saisies et du Signal de Bisanne en formant des tourbières protégées au sein d'une réserve naturelle.
Les forêts recouvrant le Lachat, notamment à son sommet et sur le bas de ses pentes, laissent place à mi pente à des alpages qui constituent de nombreuses pistes de ski en hiver ; un certain nombre de remontées mécaniques convergent vers le sommet de la montagne, accessible par une route, et notamment depuis la station de sports d'hiver de Crest-Voland dont le village s'étage entre 1 200 et 1 300 mètres d'altitude au-dessus de l'Arly.

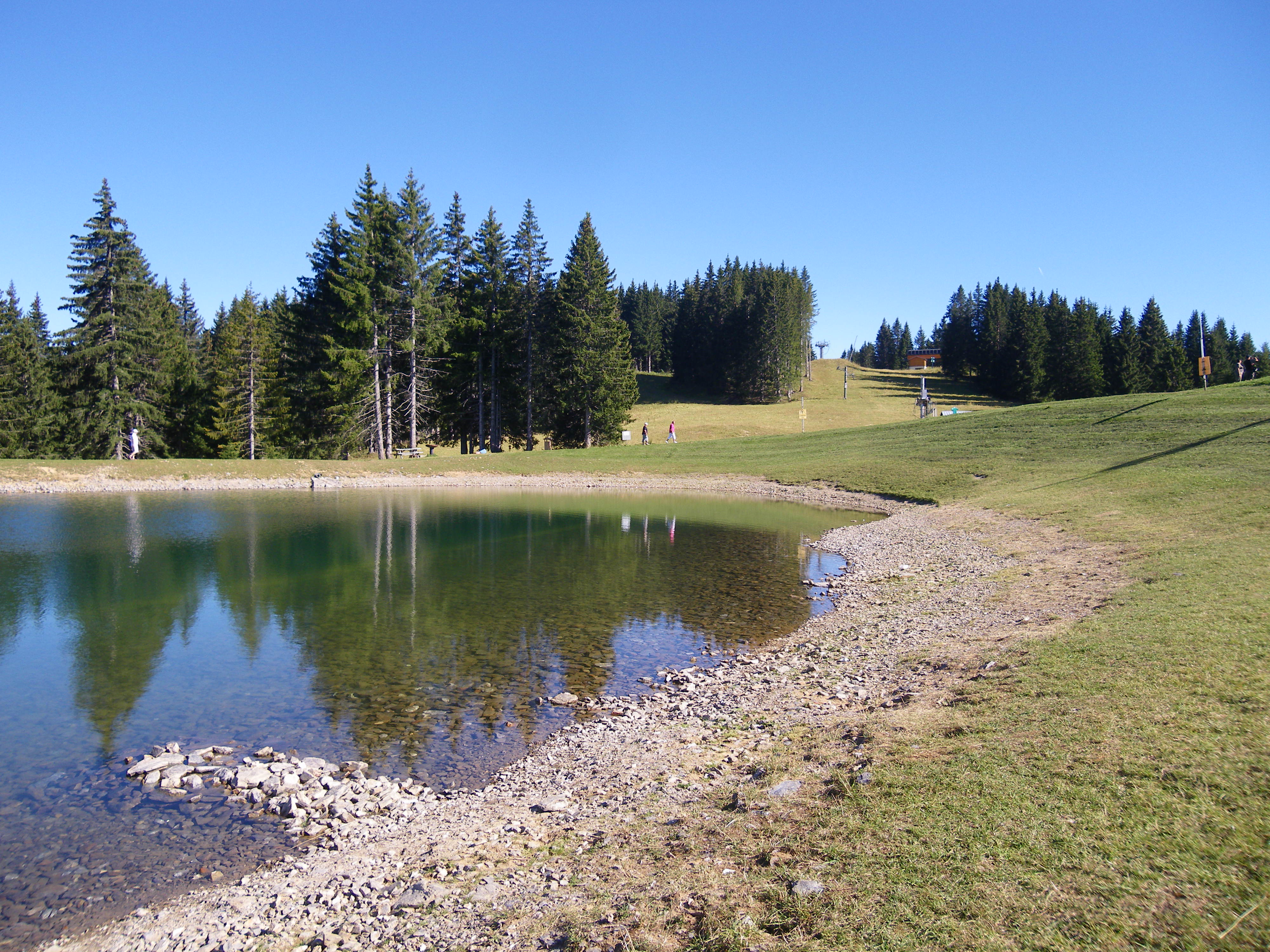
Vue du lac au sommet du Lachat.